# Río de Chone
Río de Chone är ett vattendrag i Ecuador.   Det ligger i provinsen Manabí, i den västra delen av landet, 200 km väster om huvudstaden Quito.